# Živalske podobe
Živalske podobe so naravoslovni spisi živali, v katerih Fran Erjavec natančno in poljudno razgibano opisuje živalske pojave. Ime prirodoslovnega pisatelja mu dajejo zlasti spisi: Žaba, Mravlja, Rak.

## Mravlja
Naravoslovni spis Mravlja je izšel leta 1857. V uvodu vsebuje stvaren opis mravljišča na območju smrekovega gozda in opis življenja mravelj, ki se ravnajo kot ljudje. Pisatelj razlaga, kako se mravlje postopoma prebujajo iz zimskega spanja; njihovo delo in počitek nam kaže podobo človeškega delovanja, hkrati pa strokovno razlaga in nas vodi po skrivnostih mravljišča. Opisuje nasilen spopad rjavih in črnih mravelj, zmago rjavih in uničenje črnih mravelj ter kot posledico tega boja - razdejano mravljišče črnih mravelj.

## Žaba
Naravoslovni spis Žaba je napisal že v študentskih letih, izšel je leta 1863. Uvod podaja pisateljev osebni doživljaj, oris njegovih otroških let, stanovanja zunaj mesta in mlake konec vrta. Sledi slavospev  mlaki, kjer so gospodovale žabe in prehod k znanstvenemu opisu in razlagi žabe v obliki pogovora. Stanovalec v isti hiši, "gospod profesor", nazorno pouči otroka, kako se žabe razvijejo iz žabjih jajc, pouči ga o njihovih navadah in vrstah, njihovi koristnosti ali škodljivosti in njihovi uporabi za človeka.

## Rak
Naravoslovni spis Rak je izšel leta 1881. V uvodu opisuje raka kot imenitno žival, ki si zasluži častno mesto, o čemer je trdil tudi Franc Metelko. Nato opisuje izgled raka in njegovo delo oz. nedelo. Pisatelj se pri raku osredotoči na število nog, v katero živalsko kategorijo spada, kako je sestavljeno telo in kje ga lahko najdemo. Podaja hipoteze o vsem naštetem, ki jih sproti rešuje in pojasnjuje. Opise dopolnjuje z verzi znanih piscev, med drugimi citira tudi Prešerna:

## Primerjava
V vseh treh zgodbah so živali glavni junaki. Dani so podrobni opisi zgradbe telesa, prehranjevanja, nahajališča, škodljivosti in koristnosti za človekovo življenje. Živali primerja z ljudmi in njihovim načinom življenja.